# Großer Preis von Japan 2010
Der Große Preis von Japan 2010 (offiziell 2010 Formula 1 Japanese Grand Prix) fand am 10. Oktober auf dem Suzuka International Racing Course in Suzuka statt und war das 16. Rennen der Formel-1-Weltmeisterschaft 2010.

## Berichte

### Hintergrund
Nach dem Großen Preis von Singapur führte Mark Webber in der Fahrerwertung mit elf Punkten vor Fernando Alonso und mit 20 Punkten vor Lewis Hamilton. In der Konstrukteurswertung führte Red Bull-Renault mit 24 Punkten vor McLaren-Mercedes und mit 64 Punkten vor Ferrari.
Vor dem Rennwochenende gab es erneut einen Fahrerwechsel: Bei HRT-Cosworth kehrte Sakon Yamamoto ins Cockpit zurück und löste Christian Klien ab.
Mit Michael Schumacher (sechsmal), Alonso (zweimal), Rubens Barrichello, Hamilton und Sebastian Vettel (jeweils einmal) traten fünf ehemalige Sieger zu diesem Grand Prix an.

### Training

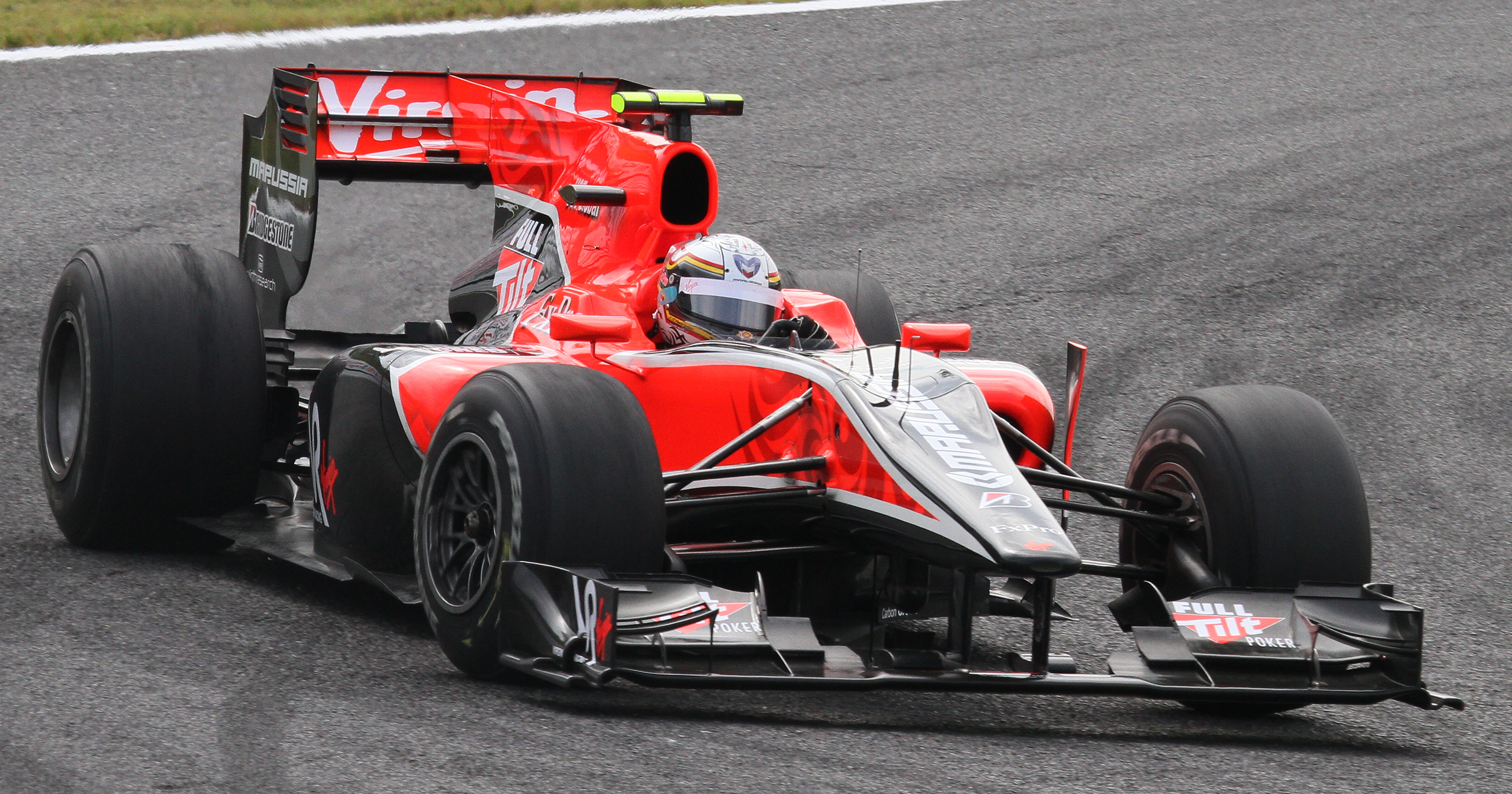
Jérôme D’Ambrosio im ersten freien Training am Freitag

Im ersten freien Training erzielte Vettel die schnellste Runde vor seinem Teamkollegen Webber und Robert Kubica. Bei Virgin-Cosworth übernahm Jérôme D’Ambrosio für dieses Training das Cockpit von Lucas di Grassi.
Im zweiten freien Training kam es auf den ersten drei Positionen zu keinen Veränderungen.
Im dritten freien Training setzten aufgrund starken Regens nur zwei Piloten eine Zeit. Jaime Alguersuari war vor Timo Glock der Schnellste.

### Qualifying
Das Qualifying wurde am Samstag wegen starken Regens zunächst mehrfach verschoben und schließlich abgesagt. Die Rennleitung verschob das Qualifying auf den Vormittag des Rennsonntags. Am Sonntagmorgen fand das Qualifying schließlich unter trockenen Bedingungen statt. Im ersten Segment (Q1) erzielte Vettel die schnellste Runde. Die HRT-, Virgin- und Lotus-Piloten sowie Sébastien Buemi schieden aus.
Im zweiten Abschnitt (Q2) behielt Vettel die Führungsposition. Die Force India- und Sauber-Piloten sowie Vitantonio Liuzzi, Witali Petrow und Felipe Massa schieden aus.
Im letzten Abschnitt (Q3) sicherte sich Vettel die Pole-Position vor seinem Teamkollegen Webber und Hamilton, der wegen eines Getriebewechsels um fünf Positionen nach hinten versetzt wurde. Für Vettel war es die 13. Karriere-Pole und die achte der Saison.

### Rennen
Bereits vor dem Start des Grand Prix war das Wochenende für di Grassi beendet. Der Virgin-Pilot kam in der Runde zur Startaufstellung in der 130R von der Strecke ab und schlug in die Reifenstapel ein. Zwar konnte er das Auto unverletzt verlassen, es war jedoch so stark beschädigt, dass er auf den Start verzichten musste. Ein technischer Defekt wurde anschließend ausgeschlossen.

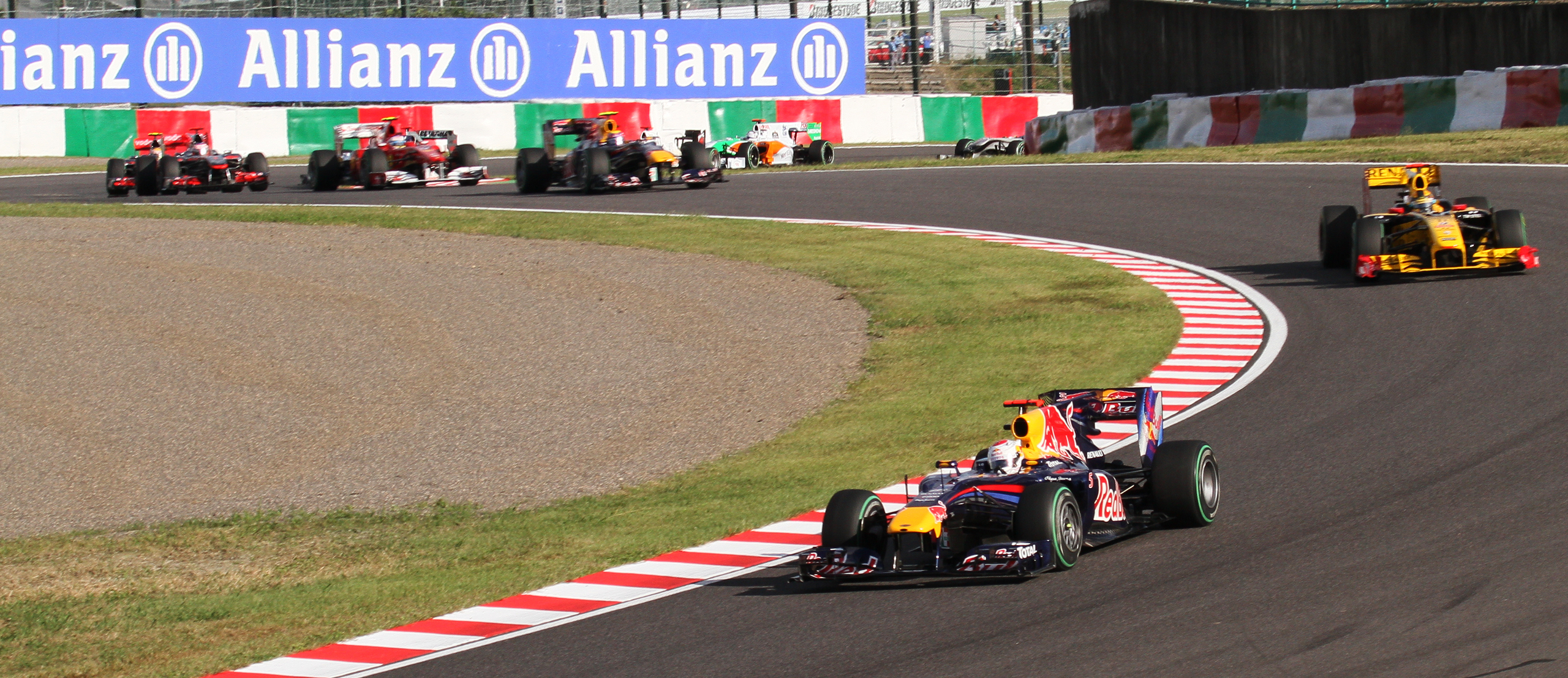
Sebastian Vettel führte das Feld vor Robert Kubica und Mark Webber nach der ersten Runde an

Beim Start behauptete Vettel die Führung. Sein Teamkollege Webber verlor vom zweiten Platz startend eine Position an Kubica. Im mittleren Teil des Feldes übersah Petrow den Williams-Cosworth von Nico Hülkenberg und kollidierte mit ihm. In der First-Kurve kam es zu einem weiteren Zwischenfall. Massa versuchte rechts an Nico Rosberg vorbeizugehen. Dabei kam er aufs Gras, sein Auto hob auf den Curbs ab und kollidierte mit Liuzzi. Alle vier Piloten schieden aus und lösten mit den Bergungsarbeiten eine Safety-Car-Phase aus. In der dritten Runde, die hinter dem Safety Car gefahren wurde, schied auch Kubica aus. An seinem Rennwagen hatte sich das rechte Hinterrad gelöst und er musste sein Auto auf drei Rädern abstellen.
Beim Restart des Rennens kam es zu keinen Verschiebungen an der Spitze. Vettel behielt die Führung vor Webber, Alonso, Button und Hamilton. Auf dem sechsten Platz kam es zu einer Verschiebung, nachdem Schumacher Barrichello überholte. An der Spitze fuhren die Red Bull die schnellsten Zeiten und Vettel und Webber setzten sich etwas von den drei anderen Piloten ab. Größere Abstände zwischen den ersten fünf Piloten entstanden jedoch nicht.
Lokalmatador Kamui Kobayashi lag zunächst auf dem elften Platz hinter Alguersuari. Er überraschte den Toro-Rosso-Piloten mit einem späten Bremsmanöver in der Hairpin-Kurve und ging an ihm vorbei. Vier Runden später überholte Kobayashi an derselben Stelle Adrian Sutil.

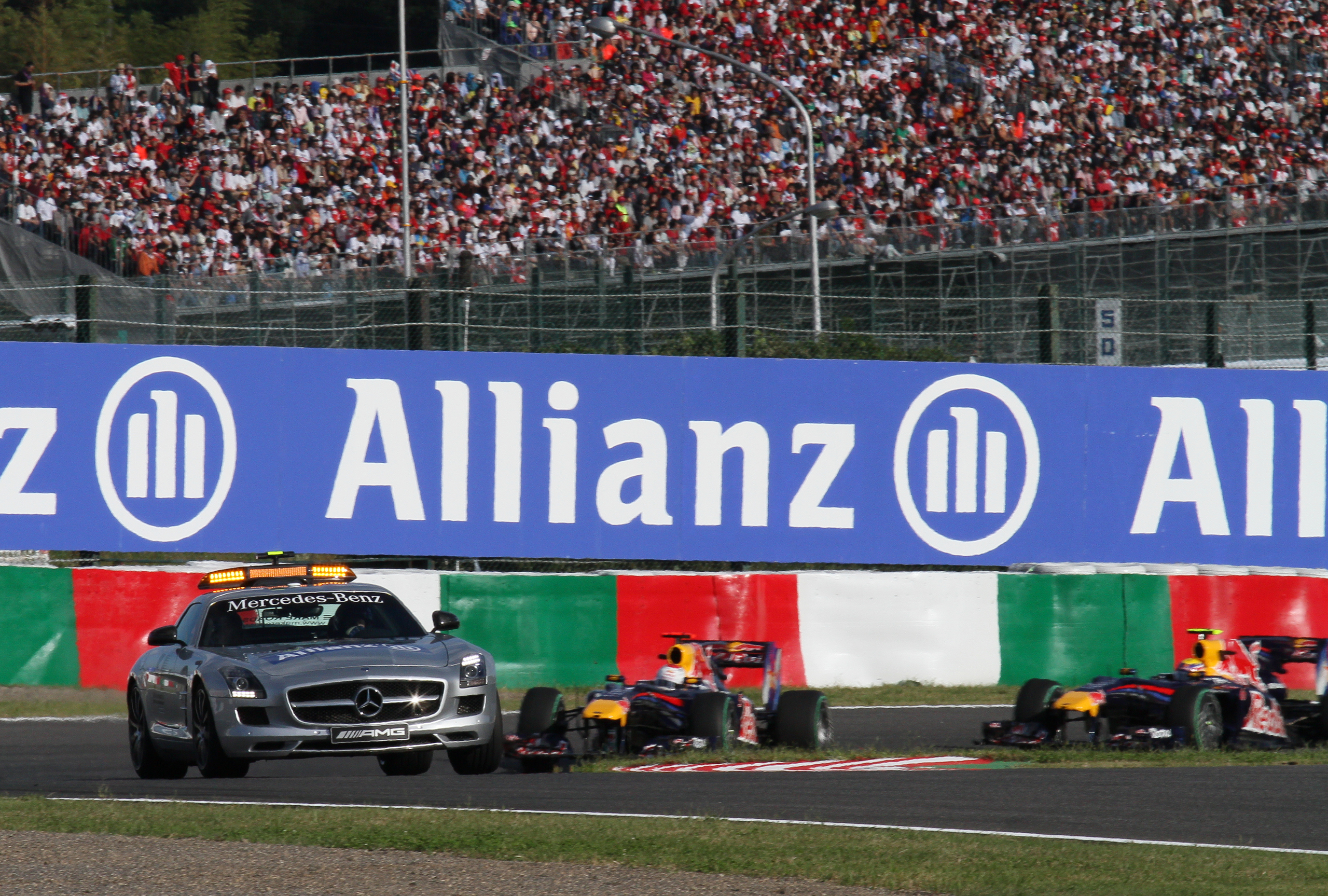
Das Safety Car vor Sebastian Vettel und Mark Webber

Wenig später begannen die Piloten, die nicht in der Safety-Car-Phase gestoppt hatten, mit den Boxenstopps. Webber kam eine Runde nach Vettel und übernahm damit die Führung für eine Runde. Nach seinem Stopp lag Button auf der ersten Position, da er im Gegensatz zu den anderen Piloten im vorderen Feld mit harten Reifen gestartet war und daher später stoppte. Hamilton fiel zwischenzeitlich hinter Kobayashi, der wie Button später stoppen wollte, zurück, konnte ihn allerdings ohne Probleme überholen.
Button und Kobayashi absolvierten ihren Stopp in derselben Runde. Somit übernahm Vettel wieder die Führungsposition. Button fiel hinter die ersten vier Piloten (Vettel, Webber, Alonso und Hamilton) zurück. Da Hamilton Getriebeprobleme bekam und er den dritten Gang nicht mehr einlegen konnte, gelang es seinem Teamkollegen Button problemlos an ihm vorbeizufahren. Im Mittelfeld lag Kobayashi wieder hinter Alguersuari und griff den Spanier erneut in der Hairpin-Kurve an. Diesmal versuchte Alguersuari ihn nicht so einfach vorbeizulassen und beschädigte sich dabei seinen Frontflügel. Kobayashi machte eine weitere Position gut, als Sutil mit einem Motorschaden ausfiel.
In der Zwischenzeit hatte sich ein länger anhaltender Positionskampf um den sechsten Platz zwischen den Mercedes-Piloten entwickelt. Rosberg lag dank eines früheren Stopps vor Schumacher und hielt ihn lange Zeit hinter sich. In der 47. Runde wurde das Duell durch einen technischen Defekt entschieden. Rosbergs Hinterradaufhängung brach in der Dunlop-Kurve und er schlug in die Reifenstapel ein. Er wurde mit sechs Runden Rückstand gewertet. Währenddessen hatte Kobayashi auch noch Barrichello und seinen Teamkollegen Nick Heidfeld überholt. Auf Schumacher schloss er allerdings nicht mehr auf.
Schließlich gewann Vettel das Rennen vor Webber und Alonso. Für Vettel war es der achte Sieg in der Formel-1-Weltmeisterschaft. Auf den Plätzen vier und fünf folgten die McLaren-Piloten Button und Hamilton. Schumacher wurde vor Kobayashi, Heidfeld, Barrichello und Buemi Sechster. Heidfeld, der erst sein zweites Saisonrennen absolviert hatte, erzielte seine ersten Punkte. Da einige Piloten ausgeschieden waren, erzielten fünf Piloten der neuen Teams, die das Ziel erreichten, ihre beste Platzierung in dieser Saison.
In der Weltmeisterschaft behauptete Webber die Führung vor Alonso. Vettel verbesserte sich punktgleich mit Alonso auf den dritten Platz. Dank des Doppelsieges baute Red Bull-Renault seine Führung in der Konstrukteursweltmeisterschaft vor McLaren-Mercedes und Ferrari weiter aus.

## Meldeliste
| Team                         | Nr. | Fahrer             | Chassis           | Motor                | Reifen |
| ---------------------------- | --- | ------------------ | ----------------- | -------------------- | ------ |
| Vodafone McLaren Mercedes    | 01  | Jenson Button      | McLaren MP4-25    | Mercedes-Benz 2.4 V8 | B      |
| Vodafone McLaren Mercedes    | 02  | Lewis Hamilton     | McLaren MP4-25    | Mercedes-Benz 2.4 V8 | B      |
| Mercedes GP Petronas F1 Team | 03  | Michael Schumacher | Mercedes MGP W01  | Mercedes-Benz 2.4 V8 | B      |
| Mercedes GP Petronas F1 Team | 04  | Nico Rosberg       | Mercedes MGP W01  | Mercedes-Benz 2.4 V8 | B      |
| Red Bull Racing              | 05  | Sebastian Vettel   | Red Bull RB6      | Renault 2.4 V8       | B      |
| Red Bull Racing              | 06  | Mark Webber        | Red Bull RB6      | Renault 2.4 V8       | B      |
| Scuderia Ferrari Marlboro    | 07  | Felipe Massa       | Ferrari F10       | Ferrari 2.4 V8       | B      |
| Scuderia Ferrari Marlboro    | 08  | Fernando Alonso    | Ferrari F10       | Ferrari 2.4 V8       | B      |
| AT&T Williams                | 09  | Rubens Barrichello | Williams FW32     | Cosworth 2.4 V8      | B      |
| AT&T Williams                | 10  | Nico Hülkenberg    | Williams FW32     | Cosworth 2.4 V8      | B      |
| Renault F1 Team              | 11  | Robert Kubica      | Renault R30       | Renault 2.4 V8       | B      |
| Renault F1 Team              | 12  | Witali Petrow      | Renault R30       | Renault 2.4 V8       | B      |
| Force India F1 Team          | 14  | Adrian Sutil       | Force India VJM03 | Mercedes-Benz 2.4 V8 | B      |
| Force India F1 Team          | 15  | Vitantonio Liuzzi  | Force India VJM03 | Mercedes-Benz 2.4 V8 | B      |
| Scuderia Toro Rosso          | 16  | Sébastien Buemi    | Toro Rosso STR5   | Ferrari 2.4 V8       | B      |
| Scuderia Toro Rosso          | 17  | Jaime Alguersuari  | Toro Rosso STR5   | Ferrari 2.4 V8       | B      |
| Lotus Racing                 | 18  | Jarno Trulli       | Lotus T127        | Cosworth 2.4 V8      | B      |
| Lotus Racing                 | 19  | Heikki Kovalainen  | Lotus T127        | Cosworth 2.4 V8      | B      |
| HRT F1 Team                  | 20  | Sakon Yamamoto     | HRT F110          | Cosworth 2.4 V8      | B      |
| HRT F1 Team                  | 21  | Bruno Senna        | HRT F110          | Cosworth 2.4 V8      | B      |
| BMW Sauber F1 Team           | 22  | Nick Heidfeld      | Sauber C29        | Ferrari 2.4 V8       | B      |
| BMW Sauber F1 Team           | 23  | Kamui Kobayashi    | Sauber C29        | Ferrari 2.4 V8       | B      |
| Virgin Racing                | 24  | Jérôme D’Ambrosio  | Virgin VR-01      | Cosworth 2.4 V8      | B      |
| Virgin Racing                | 24  | Timo Glock         | Virgin VR-01      | Cosworth 2.4 V8      | B      |
| Virgin Racing                | 25  | Lucas di Grassi    | Virgin VR-01      | Cosworth 2.4 V8      | B      |

Anmerkungen
1. 1 2  D’Ambrosio fuhr den Virgin mit der Nummer 24 im ersten freien Training. Glock übernahm das Fahrzeug anschließend für das restliche Rennwochenende.

## Klassifikationen

### Qualifying
| Pos. | Fahrer             | Konstrukteur         | Q1       | Q2       | Q3       | Start |
| ---- | ------------------ | -------------------- | -------- | -------- | -------- | ----- |
| 01   | Sebastian Vettel   | Red Bull-Renault     | 1:32,035 | 1:31,184 | 1:30,785 | 01    |
| 02   | Mark Webber        | Red Bull-Renault     | 1:32,476 | 1:31,241 | 1:30,853 | 02    |
| 03   | Lewis Hamilton     | McLaren-Mercedes     | 1:32,809 | 1:31,523 | 1:31,169 | 08    |
| 04   | Robert Kubica      | Renault              | 1:32,808 | 1:32,042 | 1:31,231 | 03    |
| 05   | Fernando Alonso    | Ferrari              | 1:32,555 | 1:31,819 | 1:31,352 | 04    |
| 06   | Jenson Button      | McLaren-Mercedes     | 1:32,636 | 1:31,763 | 1:31,378 | 05    |
| 07   | Nico Rosberg       | Mercedes             | 1:32,238 | 1:31,886 | 1:31,494 | 06    |
| 08   | Rubens Barrichello | Williams-Cosworth    | 1:32,361 | 1:31,874 | 1:31,535 | 07    |
| 09   | Nico Hülkenberg    | Williams-Cosworth    | 1:32,211 | 1:31,926 | 1:31,559 | 09    |
| 10   | Michael Schumacher | Mercedes             | 1:32,513 | 1:32,073 | 1:31,846 | 10    |
| 11   | Nick Heidfeld      | Sauber-Ferrari       | 1:33,011 | 1:32,187 | –        | 11    |
| 12   | Felipe Massa       | Ferrari              | 1:32,721 | 1:32,321 | –        | 12    |
| 13   | Witali Petrow      | Renault              | 1:32,849 | 1:32,422 | –        | 13    |
| 14   | Kamui Kobayashi    | Sauber-Ferrari       | 1:32,783 | 1:32,427 | –        | 14    |
| 15   | Adrian Sutil       | Force India-Mercedes | 1:33,186 | 1:32,659 | –        | 15    |
| 16   | Jaime Alguersuari  | Toro Rosso-Ferrari   | 1:33,471 | 1:33,071 | –        | 16    |
| 17   | Vitantonio Liuzzi  | Force India-Mercedes | 1:33,216 | 1:33,154 | –        | 17    |
| 18   | Sébastien Buemi    | Toro Rosso-Ferrari   | 1:33,568 | –        | –        | 18    |
| 19   | Jarno Trulli       | Lotus-Cosworth       | 1:35,346 | –        | –        | 19    |
| 20   | Heikki Kovalainen  | Lotus-Cosworth       | 1:35,464 | –        | –        | 20    |
| 21   | Lucas di Grassi    | Virgin-Cosworth      | 1:36,265 | –        | –        | 21    |
| 22   | Timo Glock         | Virgin-Cosworth      | 1:36,332 | –        | –        | 22    |
| 23   | Bruno Senna        | HRT-Cosworth         | 1:37,270 | –        | –        | 23    |
| 24   | Sakon Yamamoto     | HRT-Cosworth         | 1:37,365 | –        | –        | 24    |

Anmerkungen
1. ↑  Hamilton erhielt aufgrund eines Getriebewechsels eine Startplatzstrafe von fünf Plätzen.

### Rennen
| Pos. | Fahrer             | Konstrukteur         | Runden | Stopps | Zeit        | Start | Schnellste Runde |
| ---- | ------------------ | -------------------- | ------ | ------ | ----------- | ----- | ---------------- |
| 01   | Sebastian Vettel   | Red Bull-Renault     | 53     | 1      | 1:30:27,323 | 01    | 1:33,653 (51.)   |
| 02   | Mark Webber        | Red Bull-Renault     | 53     | 1      | + 0,905     | 02    | 1:33,474 (53.)   |
| 03   | Fernando Alonso    | Ferrari              | 53     | 1      | + 2,721     | 04    | 1:33,823 (53.)   |
| 04   | Jenson Button      | McLaren-Mercedes     | 53     | 1      | + 13,522    | 05    | 1:33,529 (53.)   |
| 05   | Lewis Hamilton     | McLaren-Mercedes     | 53     | 1      | + 39,595    | 08    | 1:35,182 (35.)   |
| 06   | Michael Schumacher | Mercedes             | 53     | 1      | + 59,933    | 10    | 1:34,853 (52.)   |
| 07   | Kamui Kobayashi    | Sauber-Ferrari       | 53     | 1      | + 1:04,038  | 14    | 1:34,486 (50.)   |
| 08   | Nick Heidfeld      | Sauber-Ferrari       | 53     | 1      | + 1:09,648  | 11    | 1:35,521 (52.)   |
| 09   | Rubens Barrichello | Williams-Cosworth    | 53     | 1      | + 1:10,846  | 07    | 1:35,597 (53.)   |
| 10   | Sébastien Buemi    | Toro Rosso-Ferrari   | 53     | 1      | + 1:12,806  | 18    | 1:35,116 (52.)   |
| 11   | Jaime Alguersuari  | Toro Rosso-Ferrari   | 52     | 2      | + 1 Runde   | 16    | 1:34,365 (49.)   |
| 12   | Heikki Kovalainen  | Lotus-Cosworth       | 52     | 1      | + 1 Runde   | 20    | 1:37,620 (51.)   |
| 13   | Jarno Trulli       | Lotus-Cosworth       | 51     | 1      | + 2 Runden  | 19    | 1:39,710 (28.)   |
| 14   | Timo Glock         | Virgin-Cosworth      | 51     | 2      | + 2 Runden  | 22    | 1:39,813 (51.)   |
| 15   | Bruno Senna        | HRT-Cosworth         | 51     | 1      | + 2 Runden  | 23    | 1:40,329 (49.)   |
| 16   | Sakon Yamamoto     | HRT-Cosworth         | 50     | 1      | + 3 Runden  | 24    | 1:39,806 (33.)   |
| 17   | Nico Rosberg       | Mercedes             | 47     | 1      | DNF         | 06    | 1:36,108 (44.)   |
| –    | Adrian Sutil       | Force India-Mercedes | 44     | 1      | DNF         | 15    | 1:36,319 (43.)   |
| –    | Robert Kubica      | Renault              | 2      | 0      | DNF         | 03    | 2:41,378 (02.)   |
| –    | Nico Hülkenberg    | Williams-Cosworth    | 0      | 0      | DNF         | 09    | –                |
| –    | Felipe Massa       | Ferrari              | 0      | 0      | DNF         | 12    | –                |
| –    | Witali Petrow      | Renault              | 0      | 0      | DNF         | 13    | –                |
| –    | Vitantonio Liuzzi  | Force India-Mercedes | 0      | 0      | DNF         | 17    | –                |
| DNS  | Lucas di Grassi    | Virgin-Cosworth      | –      | –      | –           | 21    | –                |

Anmerkungen
1. ↑  di Grassi konnte nicht am Rennen teilnehmen, da er auf dem Weg zur Startaufstellung einen Unfall hatte.

## WM-Stände nach dem Rennen
Die ersten zehn des Rennens bekamen 25, 18, 15, 12, 10, 8, 6, 4, 2 bzw. 1 Punkt(e).

### Fahrerwertung
| Pos. | Fahrer             | Konstrukteur         | Punkte |
| ---- | ------------------ | -------------------- | ------ |
| 01   | Mark Webber        | Red Bull-Renault     | 220    |
| 02   | Fernando Alonso    | Ferrari              | 206    |
| 03   | Sebastian Vettel   | Red Bull-Renault     | 206    |
| 04   | Lewis Hamilton     | McLaren-Mercedes     | 192    |
| 05   | Jenson Button      | McLaren-Mercedes     | 189    |
| 06   | Felipe Massa       | Ferrari              | 128    |
| 07   | Nico Rosberg       | Mercedes             | 122    |
| 08   | Robert Kubica      | Renault              | 114    |
| 09   | Michael Schumacher | Mercedes             | 54     |
| 10   | Adrian Sutil       | Force India-Mercedes | 47     |
| 11   | Rubens Barrichello | Williams-Cosworth    | 41     |
| 12   | Kamui Kobayashi    | Sauber-Ferrari       | 27     |
| 13   | Witali Petrow      | Renault              | 19     |
| 14   | Nico Hülkenberg    | Williams-Cosworth    | 17     |

| Pos. | Fahrer            | Konstrukteur         | Punkte |
| ---- | ----------------- | -------------------- | ------ |
| 15   | Vitantonio Liuzzi | Force India-Mercedes | 13     |
| 16   | Sébastien Buemi   | Toro Rosso-Ferrari   | 8      |
| 17   | Pedro de la Rosa  | Sauber-Ferrari       | 6      |
| 18   | Nick Heidfeld     | Sauber-Ferrari       | 4      |
| 19   | Jaime Alguersuari | Toro Rosso-Ferrari   | 3      |
| 20   | Heikki Kovalainen | Lotus-Cosworth       | 0      |
| 21   | Jarno Trulli      | Lotus-Cosworth       | 0      |
| 22   | Karun Chandhok    | HRT-Cosworth         | 0      |
| 23   | Lucas di Grassi   | Virgin-Cosworth      | 0      |
| 24   | Timo Glock        | Virgin-Cosworth      | 0      |
| 25   | Bruno Senna       | HRT-Cosworth         | 0      |
| 26   | Sakon Yamamoto    | HRT-Cosworth         | 0      |
| –    | Christian Klien   | HRT-Cosworth         | 0      |

### Konstrukteurswertung
| Pos. | Konstrukteur         | Punkte |
| ---- | -------------------- | ------ |
| 01   | Red Bull-Renault     | 426    |
| 02   | McLaren-Mercedes     | 381    |
| 03   | Ferrari              | 334    |
| 04   | Mercedes             | 176    |
| 05   | Renault              | 133    |
| 06   | Force India-Mercedes | 60     |

| Pos. | Konstrukteur       | Punkte |
| ---- | ------------------ | ------ |
| 07   | Williams-Cosworth  | 58     |
| 08   | Sauber-Ferrari     | 37     |
| 09   | Toro Rosso-Ferrari | 11     |
| 10   | Lotus-Cosworth     | 0      |
| 11   | HRT-Cosworth       | 0      |
| 12   | Virgin-Cosworth    | 0      |